# Киккская икона Божией Матери
Ки́ккская ико́на Бо́жией Ма́тери (Киккоти́сса, Ми́лостивая, греч. Κυκκ(ι)ώτισσα, Παναγία τοῦ Κύκκου, Θεοτόκος ᾿Ελεούσα τοῦ Κύκκου) — одна из наиболее почитаемых чудотворных икон Богородицы на Кипре. Икона получила своё название от горы Киккос, расположенной на Кипре. Авторство приписывается апостолу Луке.
На Кипр икона попала в конце ΧΙ века при Алексее Комнине и с тех пор находится в местном ряду иконостаса соборного храма Киккского монастыря, третьей слева от Царских врат, в отдельном проскинитарии (киоте), украшена окладом и в соответствии с древней традицией до половины скрыта завесой, шитой золотом.

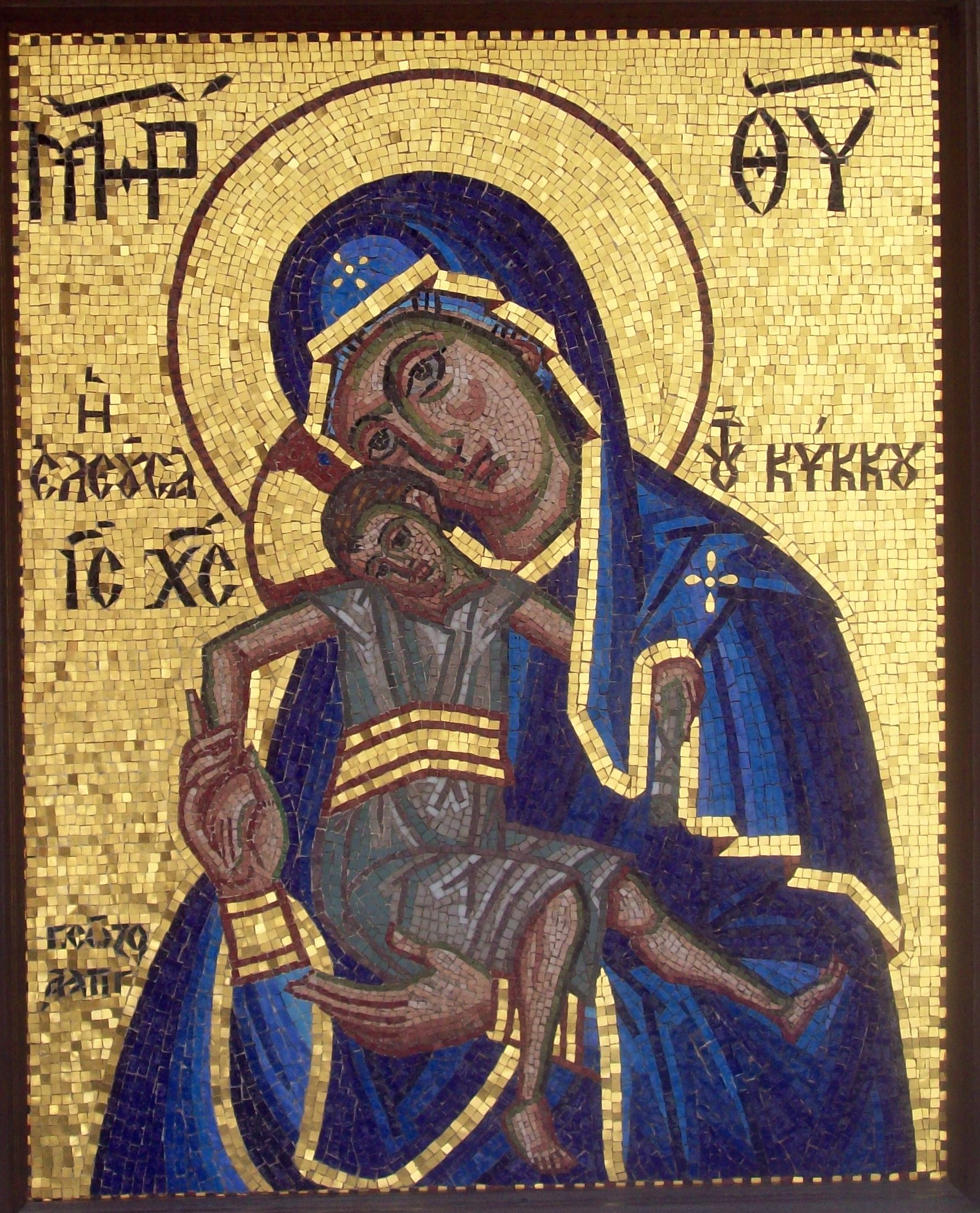
Киккская икона Божией Матери, мозаика на стене Киккского монастыря

## Описание иконы
Характерной особенностью иконы является положение Младенца Христа: Он как бы не хочет сидеть смирно и играет на руках Богородицы.
Чудотворная Киккская икона имеет следующую особенность: она, неизвестно с какого времени, закрыта до половины шитой золотом завесой, так что ликов Богоматери и Божественного Младенца никто не может видеть.
Икона не исследована. По иконографии Киккская икона очень близка к образу Божией Матери «Достойно есть».

## Почитание
В честь Милостивой (Киккской) иконы Божией Матери освящены две церкви в России (в селе Старки, Калужская область, Калужская епархия, и в посёлке Юбилейном, Кировская область, Яранская епархия) и Милостиво-Богородицкий женский монастырь в посёлке Кадом (Рязанская область, Касимовская епархия).
Списки с Киккской иконы находятся в женском Никольском монастыре в Мукачеве, в храме Всех Святых на Кулишках в Москве, в храме Панагия Дексия в Салониках.
Особо чтимый список Киккской иконы, появившийся в XVII веке, находился в московском Зачатьевском монастыре и стал его главной святыней. После разорения обители в 1920-х годах чудотворный список был передан в близлежащий храм пророка Илии в Обыденском переулке. В 1999 году, когда монашеская жизнь в Зачатьевской обители стала возрождаться, Милостивая икона вернулась на своё прежнее место.

## Молитва пред иконой
О Пресвятая и преблагословенная Мати Господа, Бога и Спаса нашего Иисуса Христа, Милостивая Богородице и Приснодево Марие! Припадая к святей и чудотворней иконе Твоей, смиренно молимся Тебе, Благой и Милосердой Заступнице нашей: вонми гласу грешных молений наших, не презри воздыханий от души, виждь скорби и беды нас обышедшия, и яко любвеобильная воистину Мати потщися на помощь нам безпомощным, унылым, во многия и тяжкия грехи впадшим и присно прогневляющим Господа и Создателя нашего, Егоже умоли, Предстательнице наша, да не погубит нас со беззаконими нашими, но явит нам человеколюбную Свою милость. Испроси нам, Владычице, у благости Его, телесное здравие и душевное спасение, благочестное и мирное житие, земли плодоносие, воздуха благорастворение, дожди благовременны и благословение свыше на вся благая дела и начинания наша, и якоже древле призрела еси милостиво на смиренное славословие послушника Афонскаго, воспевавшаго Ти песнь хвалебную пред Пречистою иконою Твоею, и послала еси к нему Архангела Гавриила научити его пети песнь небесную, еюже славословят Тя ангели горе, сице приими благоутробно и наше ныне усердно приносимое Тебе молитвословие, и принеси е Сыну Твоему и Богу, да милостив будет Он нам грешным, и пробавит милость Свою всем чтущим Тя и с верою покланяющимся Святому Образу Твоему. О Царице Всемилостивая, Мати Божия Всеблагая, простри к Нему Богоносныя Твои руце, имиже Его, яко младенца носила еси, и умоли Его вся ны спасти и избавити погибели вечныя. Яви нам, Владычице, Твоя щедроты: болящия исцели, скорбящия утеши, бедствующим помози: благопоспеши всем нам носити иго Христово в терпении и смирении, сподоби нас благочестно житие сие земное скончати, христианскую непостыдную кончину получити, и Небесное Царствие унаследити, Матерним ходатайством Твоим к рождшемуся от Тебе Христу Богу нашему, Емуже со Безначальным Его Отцем и Пресвятым Духом, подобает всякая слава, честь и поклонение, ныне и присно, и во веки веков. Аминь.